# نریس
نریس (لیتوانیایی: Neris) رودی است که به رود نمان می‌ریزد. این رود از کشورهای بلاروس و لیتوانی می‌گذرد و طول آن ۵۱۰ کیلومتر (۳۲۰ مایل) است.